# Gottfried von Cramm
Gottfried von Cramm, né le 7 juillet 1909 à Nettlingen et mort le 8 novembre 1976 au Caire (Égypte), est un joueur de tennis allemand de l'entre-deux-guerres.

## Biographie

### Origines

Blason von Cramm.

Membre de l'aristocratie saxonne, il est le troisième fils du baron Burchard von Cramm.

### Champion de tennis

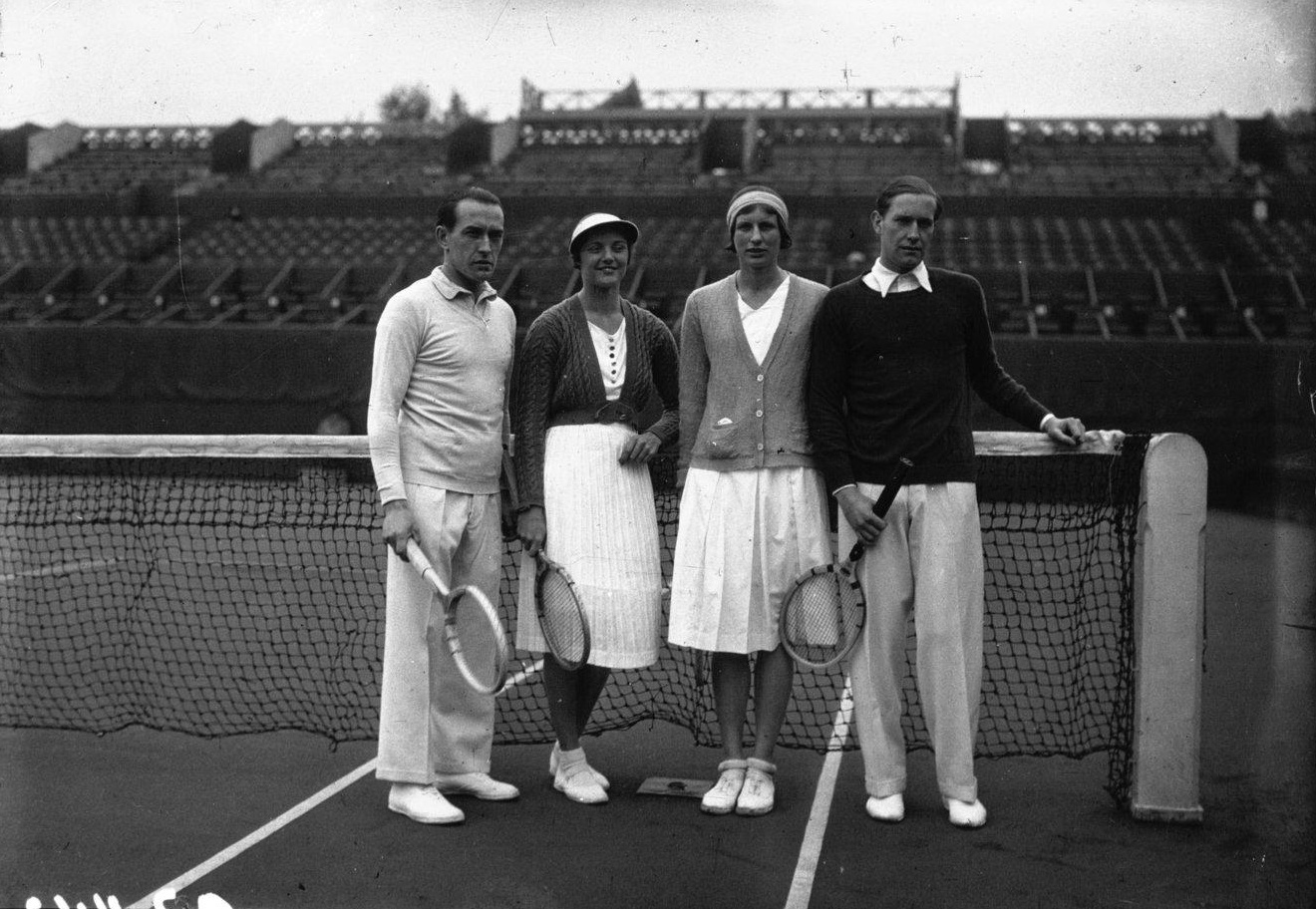
Henri Cochet, Eileen Bennett Whittingstall, Hilde Sperling et Gottfried von Cramm, lors du tournoi de Roland Garros 1932.

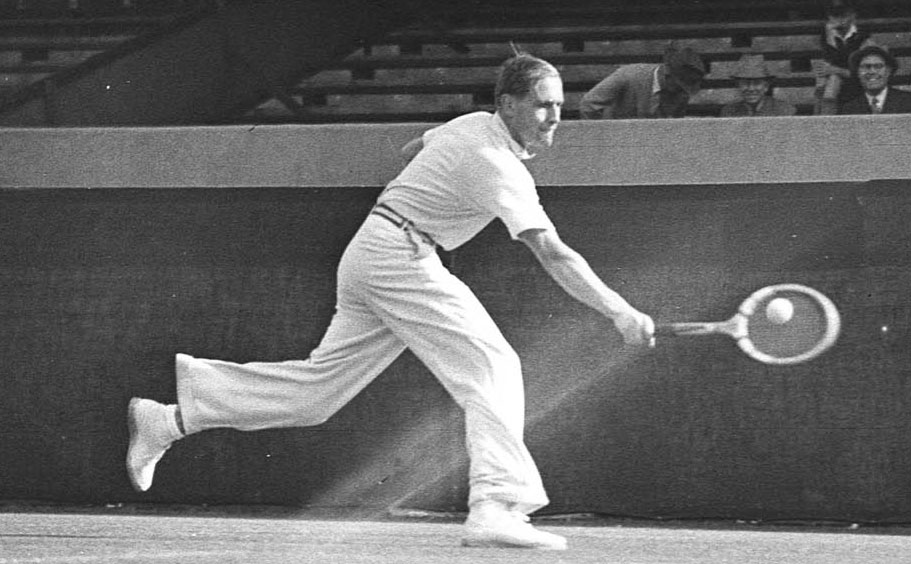
Gottfried von Cramm en 1937.

En 1933, il s'impose en double mixte avec Hilde Krahwinkel Sperling à Wimbledon.
Il se fait connaître en remportant le tournoi Roland-Garros à deux reprises en simple, la première fois en 1934, juste après avoir remporté le championnat de tennis allemand. Riche et sociable, il est très populaire en Allemagne, si bien que le régime national-socialiste  l'approche pour en faire un élément central de sa propagande, considérant qu'il représente l'archétype de l'homme aryen. Homosexuel, Gottfried von Cramm entretient pourtant en secret une relation avec l'acteur juif Manasse Herbst (en). S'il se soumet au cérémonial nazi (tennis ornées de svastikas et saluts nazis avant les matchs), il décline les invitations du régime.
Lors de la finale de la Coupe Davis 1935, il demande de faire rejouer la balle de match accordée en sa faveur, ayant signalé à l'arbitre que la balle avait touché sa raquette, ce que personne sauf lui n'avait remarqué. Il insiste ainsi pour que son adversaire remporte le point. Gottfried von Cramm perd la rencontre. Le capitaine de l'équipe allemande Heinrich Kleinschroth lui aurait alors donné un coup de boule dans les vestiaires, le désignant comme « un traître à la nation ». Le vaincu y répond avec panache : « Au contraire, je ne pense pas avoir déçu le peuple allemand. En réalité, je pense l'avoir honoré ». Cependant, les autorités accentuent la pression à son encontre.
Il refuse plusieurs fois d'adhérer au NSDAP, le ministre Hermann Göring comptant parmi les personnalités le lui ayant pourtant demandé. En privé, il surnomme même Hitler « le peintre en bâtiment », en référence à son passé d'artiste raté. Opposé aux politiques discriminatoires du Troisième Reich, il ne digère particulièrement pas l'interdiction de jouer de son coéquipier juif Daniel Prenn, qui doit s'enfuir au Royaume-Uni.
Il remporte Roland-Garros une deuxième fois en 1936, ainsi que le double messieurs en 1937 avec Henner Henkel. Au tournoi de Wimbledon 1936, il échoue en simple messieurs face à Fred Perry. S'il ne remporta jamais cette compétition en simple, son jeu sur le All England Club participa de sa renommée. Il est ainsi finaliste trois fois de suite, de 1935 à 1937. La pression du régime hitlérien s'intensifie. Avant un match de la Coupe Davis 1937 face à Donald Budge, Hitler l'aurait appelé pour lui ordonner de gagner. S'il mène lors du dernier set, il est finalement défait par son adversaire.

### Arrestation et mise en retrait

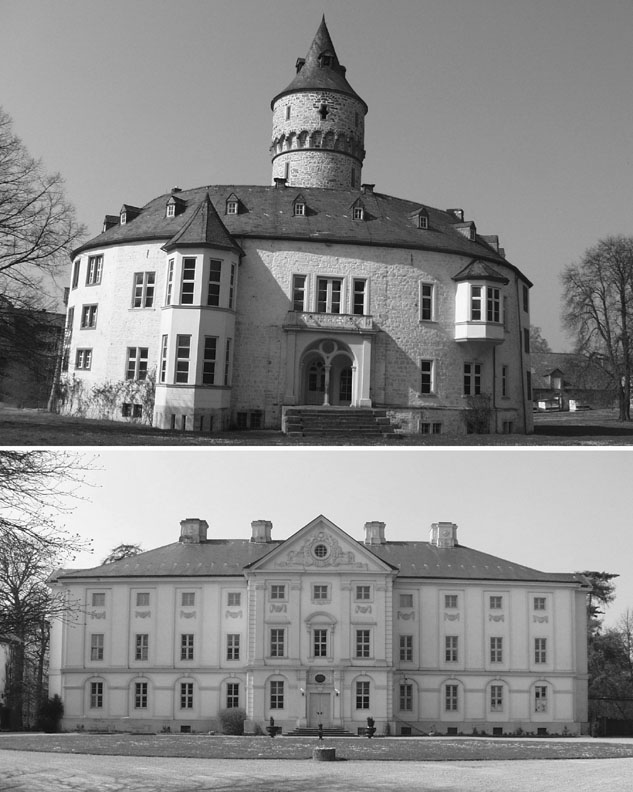
Les châteaux de la famille Von Cramm où Gottfried passa sa jeunesse : Schloss Oelber la résidence d'été (en haut) et Schloss Brüggen pour le reste de l'année (en bas).

Il est dénoncé comme homosexuel à l'Office central du Reich pour la lutte contre l'homosexualité et l'avortement, et arrêté le 5 mars 1938 par la Gestapo en plein repas familial. À l'accusation d'être homosexuel s'ajoute celle d'aider financièrement les juifs. Il avait en effet soutenu Manasse Herbst, qui s'était exilé en Palestine en 1936. Comme il ne peut pas nier, il est condamné à un an de prison ferme. Son avocat obtient l'allègement de sa peine en prétextant que Gottfried von Cramm aurait été victime d'un chantage financier, qualifiant Manasse Herbst de « Juif sournois ». Cette défense n'est que de façade puisque les deux amants se retrouveront après la guerre.
Gottfried von Cramm peut aussi compter sur ses amis du monde du tennis, qui se mobilisent pour lui. Don Budge adresse ainsi une pétition à Hitler. Cependant, après sa libération en 1939, von Cramm est ostracisé par les autorités internationales du tennis, qui refusent qu'il joue à Wimbledon en raison de son affaire judiciaire. Le climat politique mondial houleux de l'époque est certainement lié à cette décision. Les États-Unis refusent aussi sa demande de visa temporaire avant l'US Open car il a été condamné dans une affaire de mœurs. Le déclenchement de la Seconde Guerre mondiale achève ses espoirs de retour sportif.
En mai 1940, il est appelé au service militaire et envoyé sur le front de l'Est. Courageux, il est décoré de la croix de fer mais est rapatrié pour de graves engelures. La majorité des soldats de sa compagnie moururent, tout comme son ancien partenaire de tennis Henner Henkel à la bataille de Stalingrad en 1943.

### Après-guerre
Continuant de résider en Saxe, il reprend le tennis à la fin de la décennie, gagnant même le championnat allemand de 1948 et de 1949. Il prend ensuite sa retraite sportive, devient administrateur pour la Fédération allemande de tennis et homme d'affaires.
Le 8 novembre 1976, il meurt dans un accident de voiture au Caire.
Il est membre du International Tennis Hall of Fame depuis 1977.

## Palmarès

### Dans les tournois du Grand chelem
Championnats d'Australie
- Finaliste en double : 1938

Internationaux de France
- Vainqueur en simple : 1934, 1936
- Finaliste en simple : 1935
- Vainqueur en double : 1937

Wimbledon
- Finaliste en simple : 1935, 1936, 1937
- Vainqueur en double mixte : 1933

Championnat des États-Unis
- Finaliste en simple : 1937
- Vainqueur en double : 1937

### Autres tournois
Masters de Hambourg
- Vainqueur en 1932, 1933, 1934, 1935, 1948 et 1949
- Finaliste en 1950